# The Dude (álbum)
The Dude es el decimoprimer álbum de estudio del músico y productor estadounidense Quincy Jones. Fue lanzado el 26 de marzo de 1981.

## Lista de canciones
| N.º | Título                     | Escritor(es)                                | Duración |  |
| 1.  | «Ai No Corrida»            | Chaz Jankel, Kenny Young                    | 6:18     |  |
| 2.  | «The Dude»                 | Quincy Jones, Rod Temperton, y Patti Austin | 5:35     |  |
| 3.  | «Just Once»                | Barry Mann y Cynthia Weil                   | 4:32     |  |
| 4.  | «Betcha' Wouldn't Hurt Me» | Stevie Wonder, Stephanie Andrews            | 3:33     |  |
| 5.  | «Somethin' Special»        | Rod Temperton                               | 4:03     |  |
| 6.  | «Razzamatazz»              | Rod Temperton                               | 4:20     |  |
| 7.  | «One Hundred Ways»         | Kathy Wakefield, Ben Wright, Tony Coleman   | 4:19     |  |
| 8.  | «Velas»                    | Ivan Lins, Vítor Martins                    | 4:05     |  |
| 9.  | «Turn On the Action»       | Rod Temperton                               | 4:17     |  |